# Hieracium dolichophyllum
Hieracium dolichophyllum es una especie de planta con flor del género Hieracium, de la familia Asteraceae, orden Asterales.

## Distribución
Hieracium dolichophyllum se distribuye por Suecia.

## Taxonomía
Fue descrita científicamente por Hyl. Fue publicada en Symb. Bot. Upsal 7(1): 150 (1943).